# Xaysetha, Attapeu
Saysettha (tiếng Lào: ເມືອງໄຊເສດຖາ ) là một của tỉnh Attapeu ở Nam Lào .
Huyện mang tên một vị vua vĩ đại của Lào Xaysethathirath. Vị vua này qua đời tại địa phương này trong một cuộc viễn chinh do bị chư hầu của mình làm phản.

## Hành chính
- Thị trấn Saysetha